# Куранах-Сала
Куранах-Сала (якут. Кураанах Салаа) — нежилое село (ранее посёлок) в Оймяконском улусе Республики Саха (Якутия) России. Входит в состав Сордоннохского наслега.

## География
Село находится в восточной части Якутии, в пределах Оймяконской впадины, по реке Куранах-Сала, в левобережной части бассейна реки Индигирки.
Климат
Климат характеризуется как резко континентальный, с продолжительной и чрезвычайно холодной зимой. Средняя температура воздуха самого тёплого месяца (июля) составляет 8 — 19 °C; самого холодного (января) — −41 — −51 °C. Среднегодовое количество атмосферных осадков составляет 150—200 мм.

## История
Согласно Закону Республики Саха (Якутия) от 30 ноября 2004 года N 173-З N 353-III село вошло в образованное муниципальное образование Сордоннохский наслег.

## Население
| 2002 | 2010 | 2021 |
| ---- | ---- | ---- |
| 19   | ↘0   | →0   |

## Инфраструктура
Лагерь ГУЛаг. Упоминается у Александра Солженицына: «на Куранах-Сала карцер в мороз 50 градусов был разомшенный сруб».

## Транспорт
- Старый Колымский тракт.